# Fliegeberg
Der Fliegeberg, auch Lilienthalberg genannt, ist eine rund zwölf Meter hohe Aufschüttung im Berliner Ortsteil Lichterfelde des Bezirks Steglitz-Zehlendorf. Der Fuß des Fliegebergs liegt auf 47,2 m ü. NHN und der höchste Punkt auf 59,4 m ü. NHN. Der Fliegeberg wurde 1894 von Otto Lilienthal angelegt, der ihn für Gleitflüge nutzte. Um den Hügel entstand zwischen 1928 und 1932 der Lilienthalpark. Die an der Schütte-Lanz-Straße gelegene Parkanlage ist als Gartendenkmal ausgewiesen.

## Lage
Der Fliegeberg liegt im Süden des heutigen Berliner Ortsteils Lichterfelde, rund 600 Meter nördlich der Berliner Stadtgrenze, etwa zwei Kilometer östlich der S-Bahn-Station Lichterfelde Süd. Das Areal des um den Berg liegenden Lilienthalparks grenzt im Nordwesten an die Scheelestraße und im Südwesten an die Schütte-Lanz-Straße. Ursprünglich lag der Berg in der Nähe einer Ziegelei auf freiem Feld, mittlerweile ist der Park zu allen Seiten von Wohnbebauung umgeben.

## Geschichte

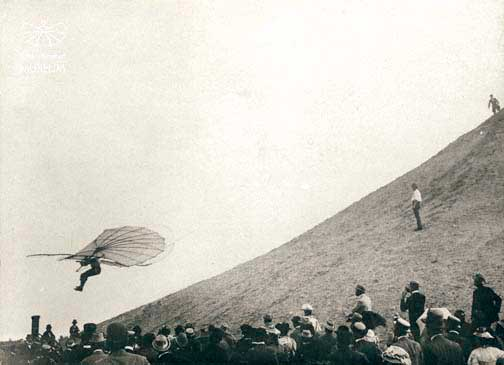
Gleitflug Lilienthals am Fliegeberg, 1895

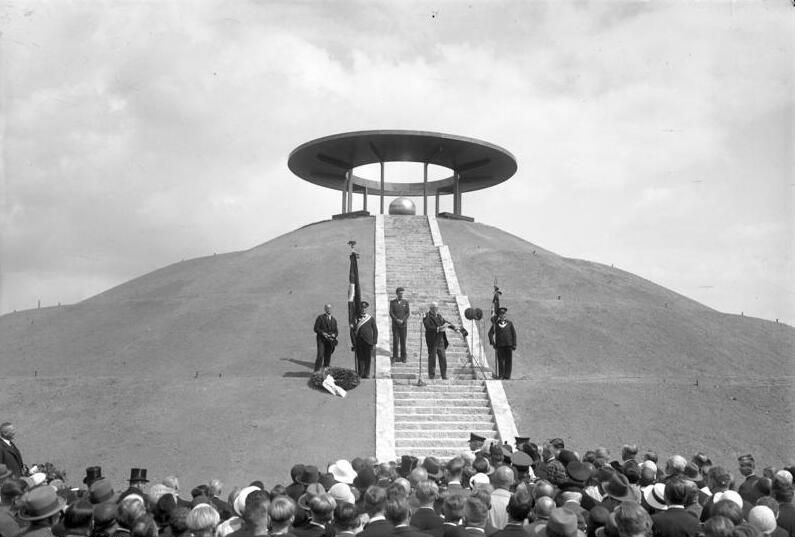
Einweihung des Lilienthal-Denkmals, 1932

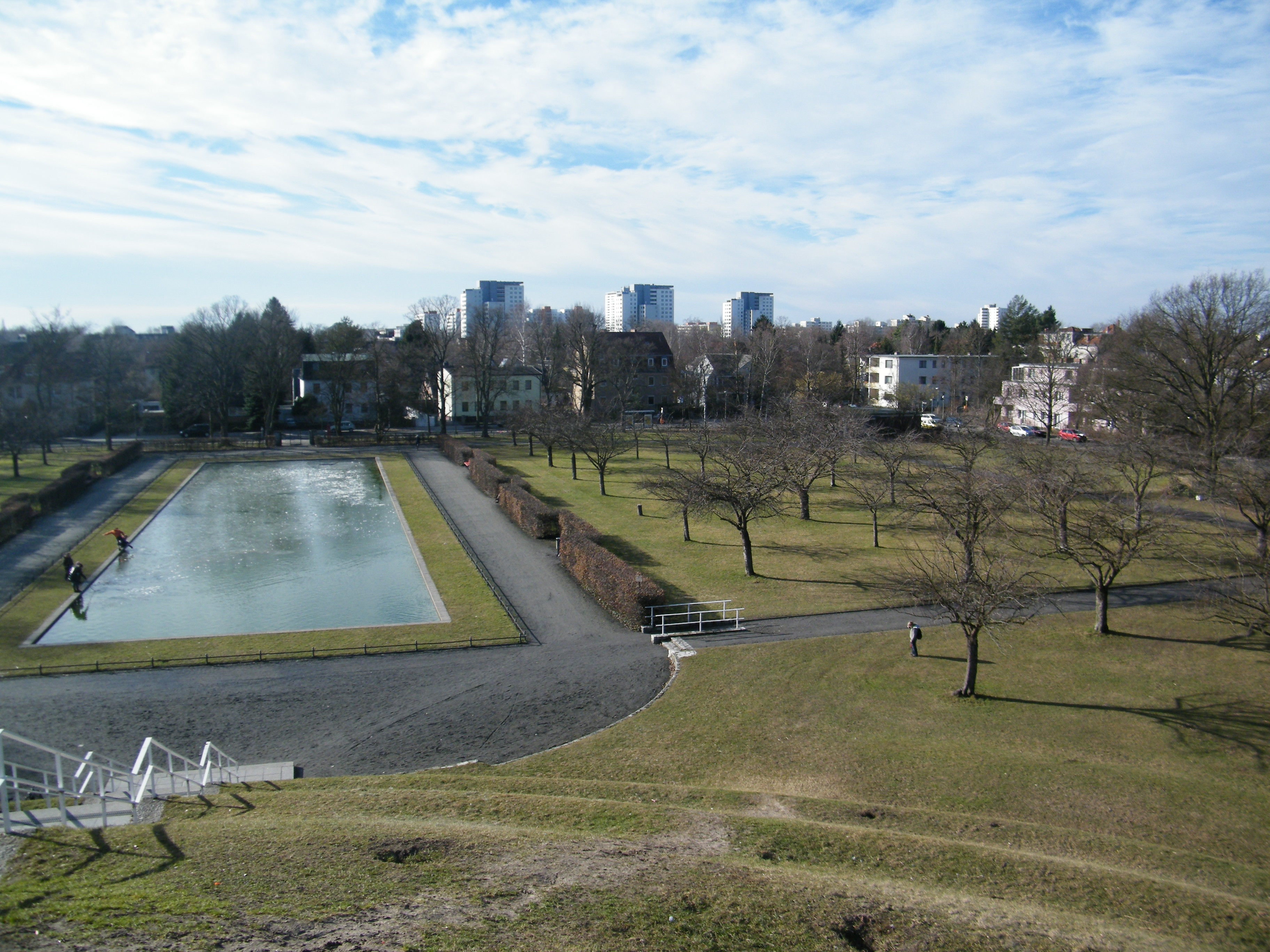
Blick vom Berg in Richtung Westen

### Lilienthal in Groß-Lichterfelde
Otto Lilienthal wohnte seit 1886 in Groß-Lichterfelde, wie der heutige Berliner Ortsteil Lichterfelde damals hieß. Nachdem er mehrere Jahre die theoretischen Grundlagen des Flugwesens erforscht hatte, begann er 1891 mit Flugversuchen mit selbstgebauten Flugzeugen. Zunächst nutzte er eine Anhöhe in Derwitz bei Werder/Havel, später die Rauhen Berge im unweit seines Wohnsitzes gelegenen Steglitz, einen weiteren Hügel in Steglitz und einige Berge außerhalb Berlins für seine Versuche, etwa den Gollenberg bei Rhinow. 

### Fliegeberg
Im Jahr 1894 ließ er auf dem Gelände einer Ziegelei in Groß-Lichterfelde aus dem Abraum des Betriebes einen 15 Meter hohen Hügel aufschütten, von dem er tausende Gleitflüge mit Flugweiten von bis zu 80 Metern mit dem Normalsegelapparat durchführte. Nach einem Unfall bei einem Flugversuch in der Nähe von Rhinow starb Lilienthal am 10. August 1896. Ein Jahr später schloss die Ziegelei. Die auf dem Gelände liegende Tongrube füllte sich mit Wasser. Ein Teil des Ziegeleigeländes wurde an eine Gummifabrik verkauft. Das verbliebene Areal der Ziegelei um den Berg wurde um 1900 zu einem Park umgestaltet und die Tongrube als Karpfenteich genutzt. Ein ehemaliges Wohnhaus der Ziegeleiarbeiter wurde zu einer Ausflugsgaststätte. Anstelle des Schuppens von Lilienthal auf dem Gipfel wurde ein Aussichtspavillon gebaut. In der Gaststätte gab es eine Ausstellung zum Wirken Lilienthals.
Um 1930 wurde der Park unter der Leitung des damaligen Steglitzer Stadtbaurates Fritz Freymüller neu gestaltet. Vorausgegangen waren jahrelange Streitigkeiten um die Finanzierung zwischen der Stadt Berlin und dem Gaststättenbesitzer.

### Symbol Weltkugel

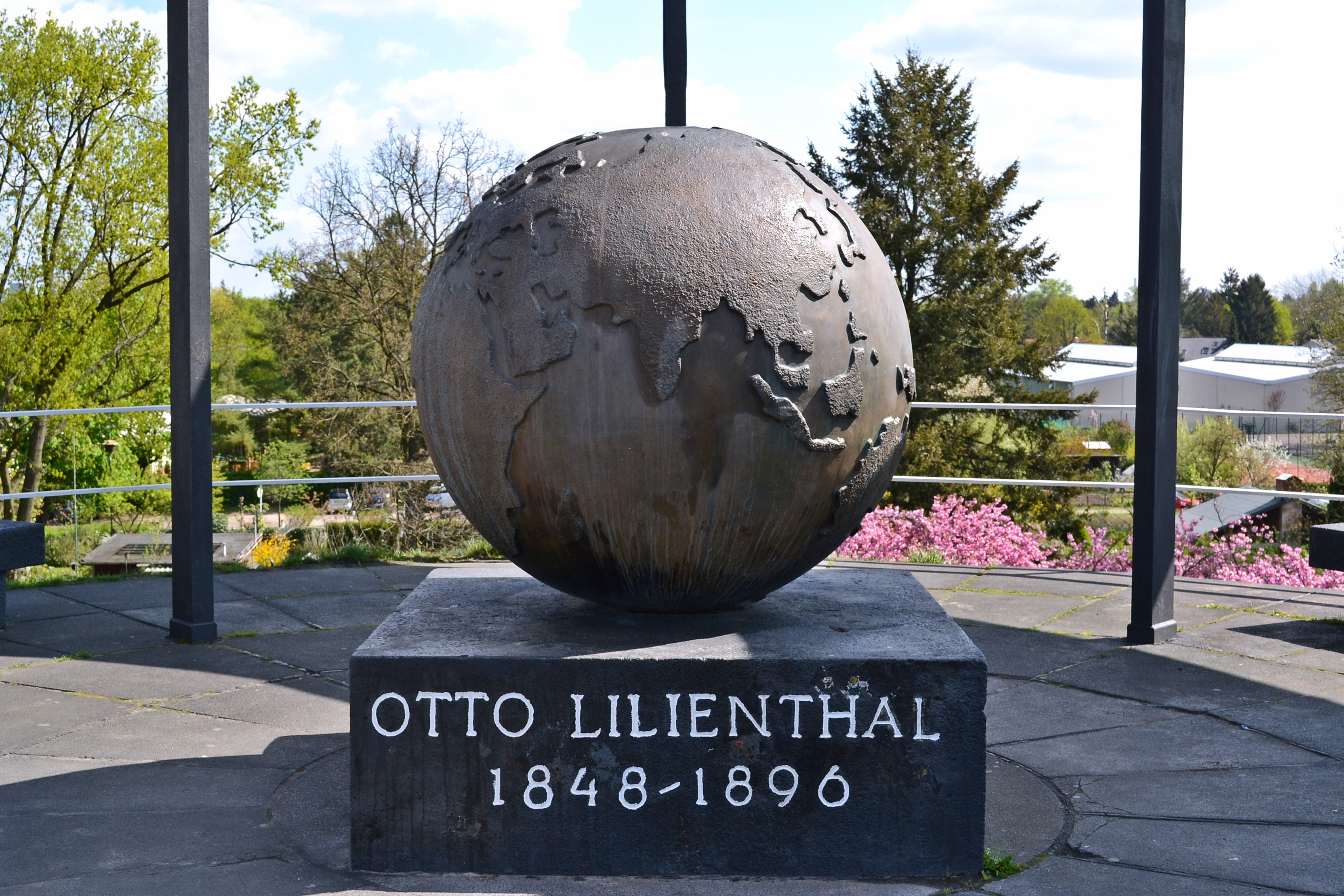
Weltkugel auf dem Fliegeberg

Zwischen 1928 und 1932 errichtete Freymüller die Lilienthal-Gedenkstätte. Der Hügel wurde vom Gehölz befreit und terrassenartig abgestuft, auf dem Gipfel entstand als Gedenkstätte nach Freymüllers Entwurf eine runde Säulenhalle mit einem Denkmal aus einer Bronzekugel auf einem Basaltblock. Im Zweiten Weltkrieg wurde die Kugel eingeschmolzen und bei der Sanierung des durch die Kriegseinflüsse verwilderten Parks im Jahre 1955 durch eine Kugel aus Stein ersetzt. 1990 wurde diese wieder gegen eine Bronzekugel ausgetauscht.
Im Jahr 1961 wurde am Berg wieder ein Museum zur Geschichte der Luftfahrt eröffnet, 1967 wurde es erweitert und in Museum der Weltluftfahrt umbenannt. 1972 brannte die Gaststätte aus, zum 1. Januar 1975 wurde das Museum geschlossen.

## Fliegeberg im Lilienthalpark

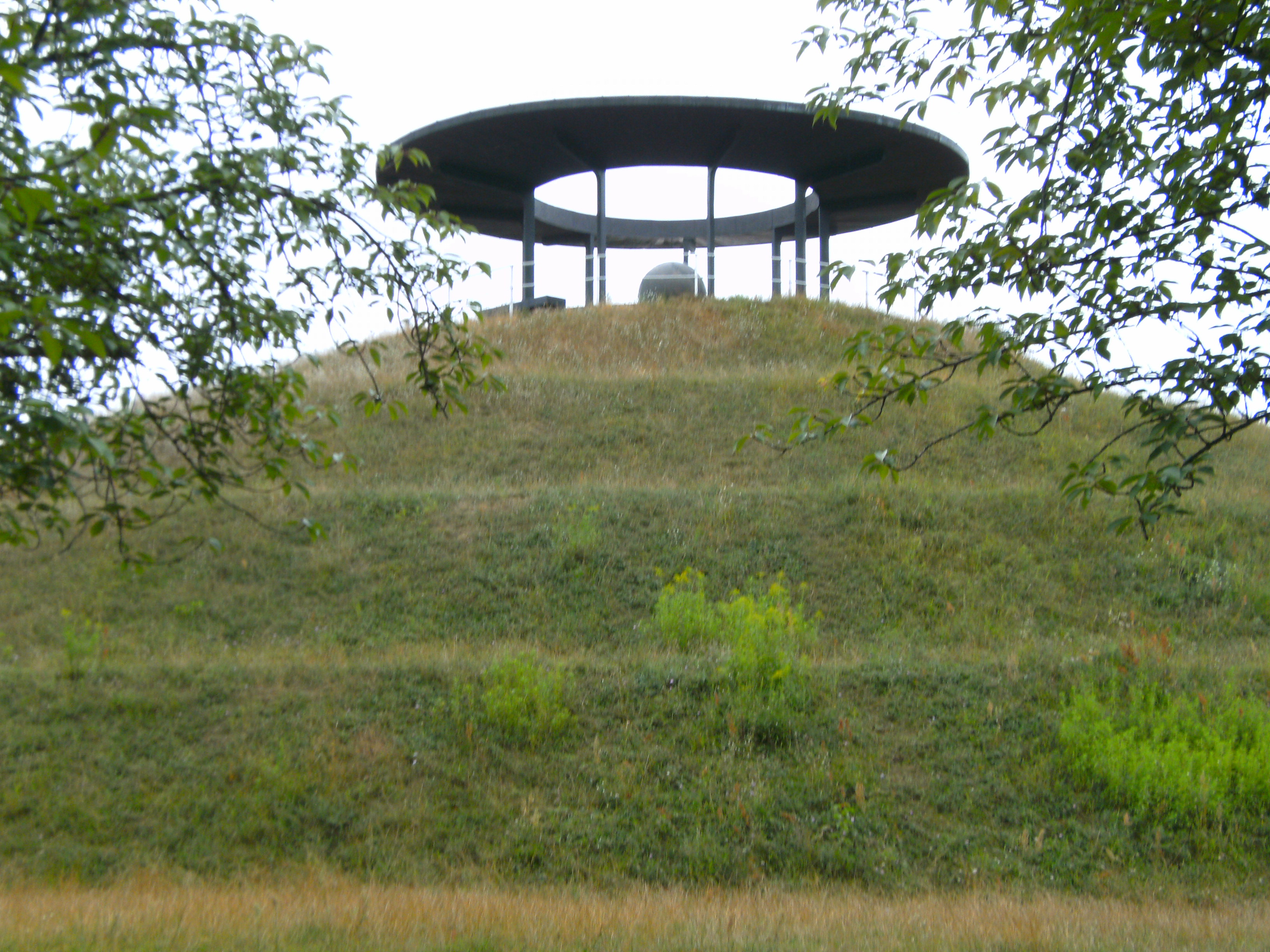
Rückseite des Fliegebergs

Der Fliegeberg befindet sich in dem ihn umgebenden Lilienthalpark. Um den Fliegeberg führt ein Rundweg, der zwischen der Treppe und dem Wasserbecken beginnt und von Bäumen gesäumt ist. Der Fliegeberg selber ist stufenförmig angelegt, grasbewachsen und ohne Baumbewuchs.
Seit 2006 findet am Berg jährlich das Fliegefest statt. Beim Fliegefest 2010 wurde eine Informationsstele zum Wirken Lilienthals und zum Fliegeberg eingeweiht.

## Filme
- Kiez Report: Über den Dächern von Lichterfelde bei YouTube.